# 25 maart
25 maart is de 84ste dag van het jaar (85ste dag in een schrikkeljaar) in de gregoriaanse kalender. Hierna volgen nog 281 dagen tot het einde van het jaar.

## Gebeurtenissen
- Algemeen
  - 421 - De stad Venetië wordt (volgens de legende) samen met de kerk San Giacomo di Rialto gesticht.
  - 1634 - De eerste kolonisten, onder leiding van George Calvert (Lord Baltimore), komen aan in Maryland.
  - 1814 - Koning Willem I richt De Nederlandsche Bank op.
  - 1992 - Huis ten Bosch, een Japans attractiepark met diverse nagebouwde Nederlandse gebouwen, wordt geopend.
  - 2002 - Een zware aardbeving vindt plaats in Afghanistan.
  - 2010 - Een vulkaanuitbarsting op IJsland ontregelt het vliegverkeer in heel Europa.
- Kunst en cultuur
  - 2002 - Uitreiking van de Oscars: A Beautiful Mind wordt verkozen tot beste film.
- Media
  - 2010 - De politie in Venezuela houdt directeur Guillermo Zuloaga van Globovision korte tijd vast. President Hugo Chávez beschuldigt de nieuwszender van "mediaterrorisme".
- Oorlog
  - 1607 - De Nederlandse vloot van Jacob van Heemskerck vertrekt uit Nederland voor de uiteindelijk succesvolle Zeeslag bij Gibraltar.
  - 1802 - Sluiting van de Vrede van Amiens tussen Frankrijk en het Verenigd Koninkrijk.
  - 1830 - De pangeran Diponegoro wordt ondanks een vrijgeleide door luitenant-generaal baron De Kock te Magelang gevangengenomen. Einde van de Java-oorlog (opstand tegen het Nederlands gezag in Java).
  - 1920 - Begin van de Russisch-Poolse oorlog.
  - 1941 - Joegoslavië sluit zich aan bij de asmogendheden; twee dagen later verlaat het land de As alweer.
  - 1994 - De laatste Amerikaanse troepen vertrekken uit Somalië.
  - 2003 - In de Golfoorlog wordt de stad Umm Qasr door de Britten ingenomen.
- Politiek
  - 717 - Leo de Isauriër en Artabasdos komen in opstand tegen het bewind van keizer Theodosios III. Hij moet afstand doen van de Byzantijnse troon en wordt opgevolgd door Leo III.
  - 1734 - Willem IV trouwt met Anna van Hannover.
  - 1821 - Griekenland verklaart zich onafhankelijk.
  - 1957 - Te Rome worden de verdragen van Rome ondertekend, waarin de EEG en Euratom worden opgericht.
  - 1969 - John Lennon en Yoko Ono beginnen aan hun eerste zogenoemde Bed-In for Peace in het Amsterdamse Hilton hotel.
  - 1992 - Noorwegen verzoekt om toetreding tot de Europese Gemeenschap.
  - 1993 - Gewapende mannen vallen de belangrijkste militaire basis in de Togolese hoofdstad Lomé aan in een poging president Étienne Eyadéma ten val te brengen.
  - 1994 - De Roemeense president Ion Iliescu verleent 24 voormalige communisten, die sinds 1989 gevangen zaten, gratie en stelt hen op vrije voeten.
  - 2003 - De vermoedelijke dader van de moord op Zoran Đinđić wordt aangehouden.
  - 2007 - In Berlijn wordt de Verklaring van Berlijn ondertekend door de voorzitters van de Europese Raad (Angela Merkel), de Europese Commissie (José Manuel Barroso) en het Europees Parlement (Hans-Gert Pöttering).
  - 2012 - Macky Sall wordt gekozen tot president van Senegal, als opvolger van Abdoulaye Wade.
  - 2012 - Circa drieduizend mensen lopen mee in de hoofdstad Minsk in de grootste betoging tegen de Wit-Russische president Aleksandr Loekasjenko sinds 2010.
  - 2017 - Ondanks een demonstratieverbod gaan duizenden betogers in Minsk, Brest, Vitebsk en andere steden in Wit-Rusland de straat op om te protesteren tegen het beleid van de autoritaire president Aleksandr Loekasjenko.
- Religie
  - 708 - Constantinus I wordt tot paus verkozen.
  - 1947 - Splitsing van Schotland in twee Rooms-katholieke kerkprovincies: het bestaande Aartsbisdom Saint Andrews en Edinburgh met vier bisdommen en het Aartsbisdom Glasgow met twee nieuwe bisdommen (het Bisdom Motherwell en het Bisdom Paisley).
  - 1953 - Oprichting van het Aartsbisdom Nairobi in Kenia, en benoeming van John Joseph McCarthy tot aartsbisschop van Nairobi.
  - 1995 - Verschijning van de encycliek Evangelium Vitae van paus Johannes Paulus II over de waarde en onaantastbaarheid van het menselijk leven.
  - 1998 - Ontslag van de Nederlander Diogo Reesink als bisschop van Almenara en zijn benoeming tot bisschop van Teófilo Otoni in Brazilië.
- Sport
  - 1978 - Jan Raas wint voor de tweede opeenvolgende keer Nederlands enige wielerklassieker, de Amstel Gold Race.
  - 1979 - Nederland wordt in Roemenië wereldkampioen ijshockey in de B-poule en dwingt zo deelname af aan de Olympische Winterspelen van 1980 in Lake Placid.
  - 1981 - Het Nederlands voetbalelftal verslaat Frankrijk in de kwalificatiereeks voor het WK voetbal 1982. Arnold Mühren maakt in De Kuip het enige doelpunt. Ajax-verdediger Edo Ophof maakt zijn debuut voor Oranje.
  - 1981 - De Spaanse politie vindt de ontvoerde FC Barcelona-speler Quini in een woonhuis in Zaragoza. De twee daders worden gearresteerd.
  - 1987 - In de EK-kwalificatiereeks loopt het Nederlands voetbalelftal averij op door in Rotterdam met 1-1 gelijk te spelen tegen Griekenland. Ajacied Aron Winter maakt zijn debuut voor Oranje.
  - 1992 - Het Joegoslavisch voetbalelftal speelt zijn laatste officiële interland als eenheidsstaat. In Amsterdam verliest de ploeg met 2-0 van Nederland in een vriendschappelijke wedstrijd.
  - 1998 - In Arnhem wordt stadion GelreDome officieel geopend.
  - 2017 - In de WK-kwalificatiereeks verliest het Nederlands voetbalelftal in en tegen Bulgarije met 2-0. Matthijs de Ligt maakt zijn debuut voor Oranje. Een dag later wordt bondscoach Danny Blind ontslagen door de KNVB.
  - 2024 - De Servische voetballer Dušan Tadić speelt tegen Cyprus voor de 106e keer een interland en hiermee is hij nu de recordhouder onder de interlandspelers van zijn land.[1]
- Wetenschap en technologie
  - 804 - Datum van de Inscriptie van Soekaboemi, het oudst bekende geschreven Javaans.
  - 1655 - Christiaan Huygens ontdekt Titan, de grootste maan van de planeet Saturnus.[2]
  - 1843 - De Thames Tunnel in Londen wordt geopend, 's werelds eerste tunnel onder water.
  - 1961 - Lancering van de Korabl-Spoetnik 5 (ook bekend als Spoetnik 10)[3], met aan boord de hond Zvjozdotsjka en een pop (opnieuw) genaamd Ivan Ivanovitsj.
  - 1965 - In Antwerpen wordt het eerste traject van de premetro in gebruik genomen.
  - 1989 - In Gent wordt een trolleybuslijn in de dienstregeling opgenomen.
  - 2024 - Er treedt een (gedeeltelijke) maansverduistering in de bijschaduw op die volledig waarneembaar is op het Amerikaanse continent. In Nederland en België is alleen het begin van de verduistering waarneembaar. Deze verduistering is de 64e in Sarosreeks 113.[4]
  - 2024 - Ongeveer 50 uur na lancering van Sojoez MS-25 missie koppelt het bemande ruimtevaartuig met bemanningsleden Oleg Novitski, Tracy Caldwell Dyson en Marina Vasilevskaja met het ISS.[5]

## Geboren

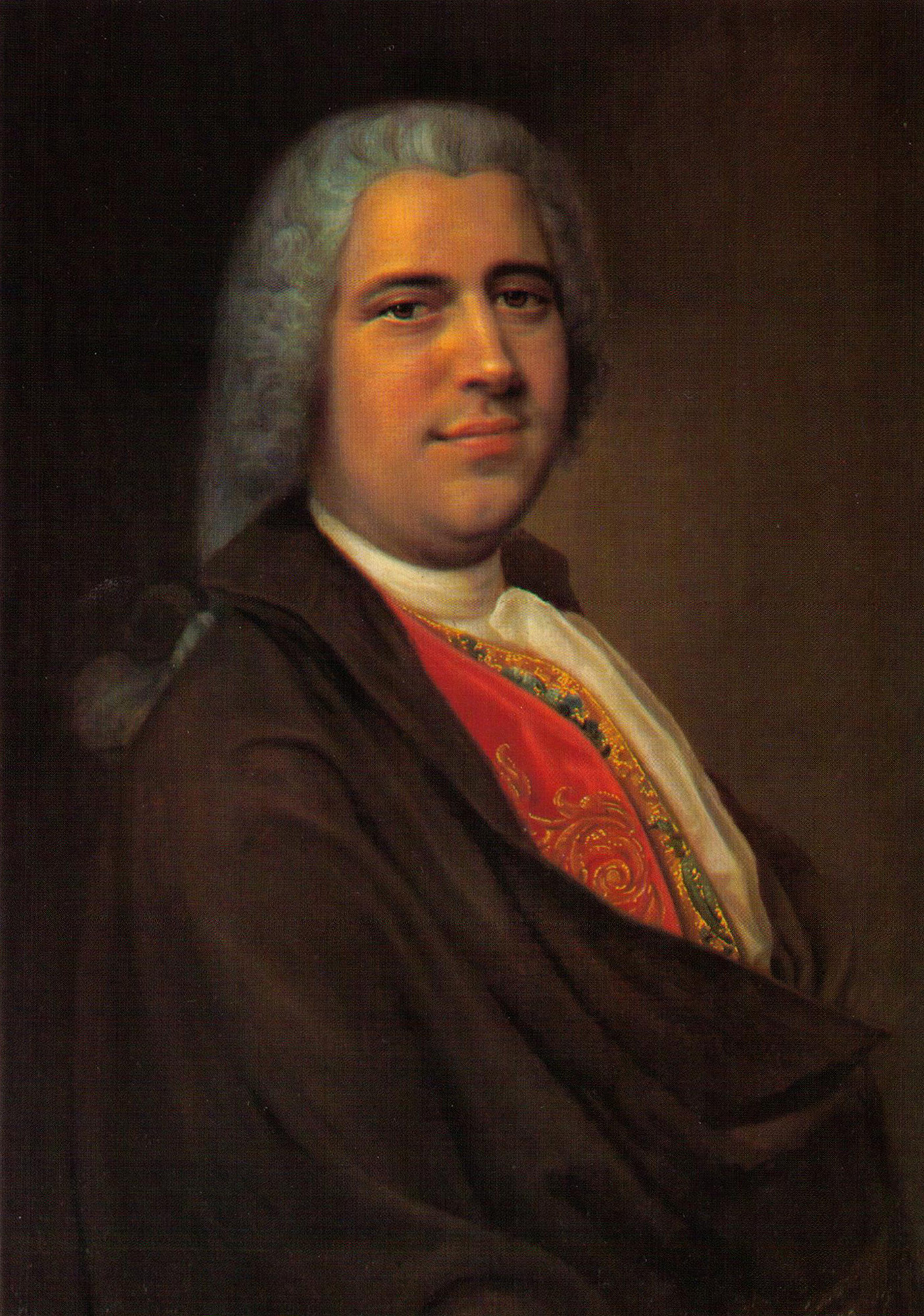
Johann Adolf Hasse
geboren in 1699

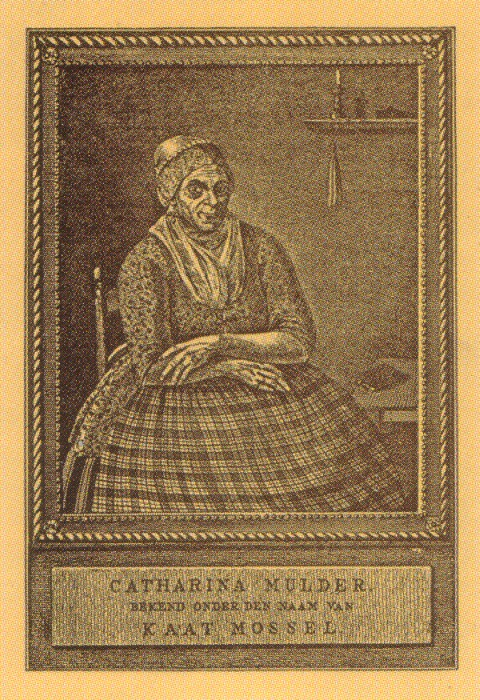
Kaat Mossel
geboren in 1723

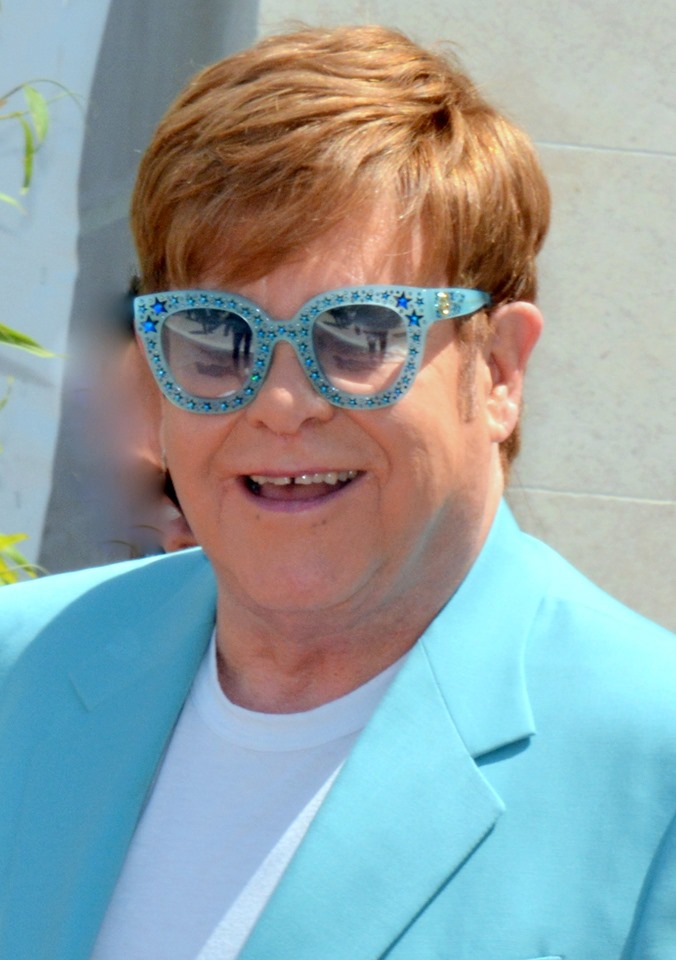
Elton John
geboren in 1947

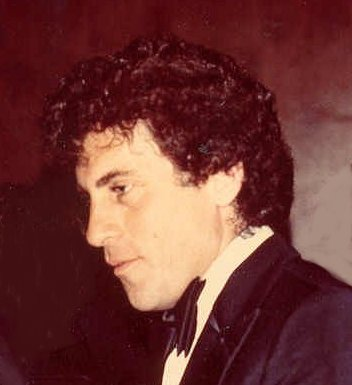
Paul Michael Glaser
geboren in 1943

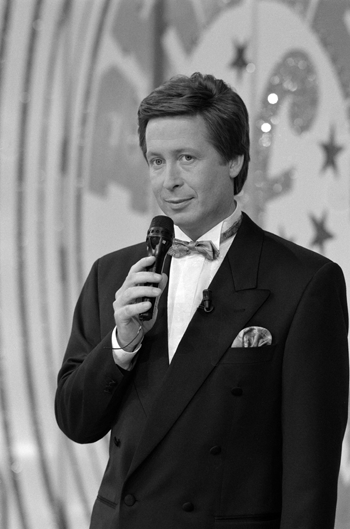
Hans Kazàn
geboren in 1953

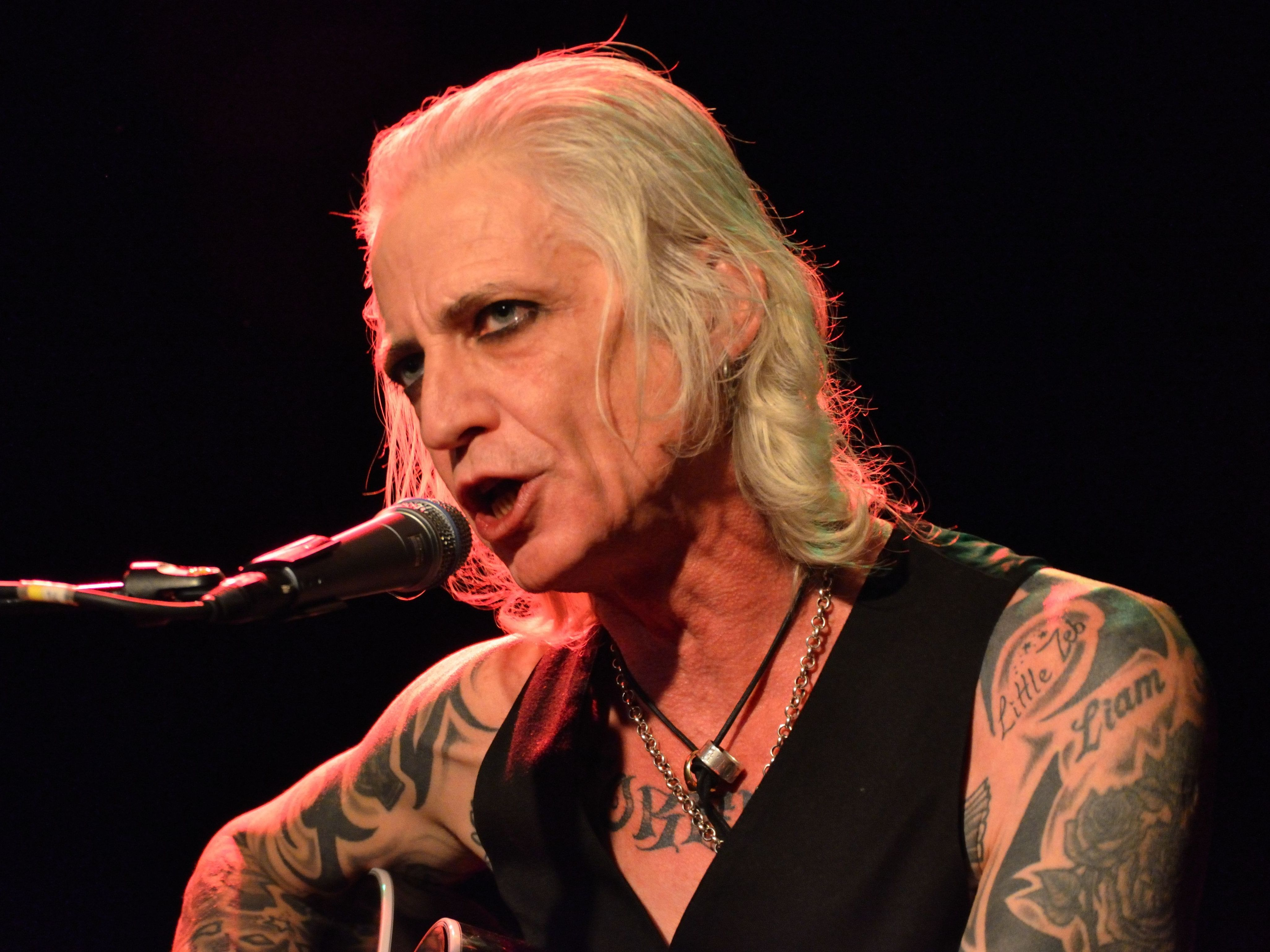
Tim Scott McConnell
geboren in 1958

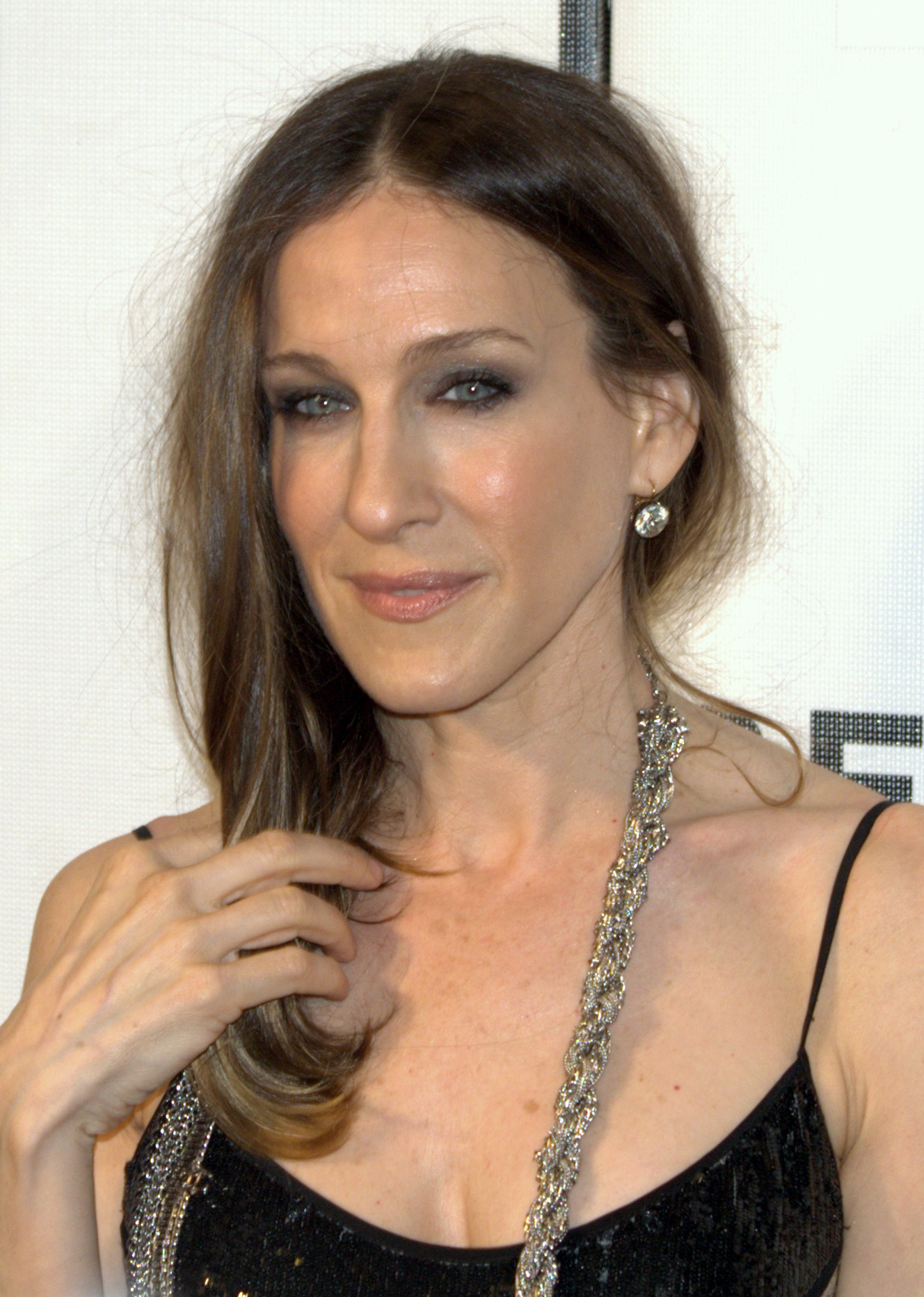
Sarah Jessica Parker
geboren in 1965

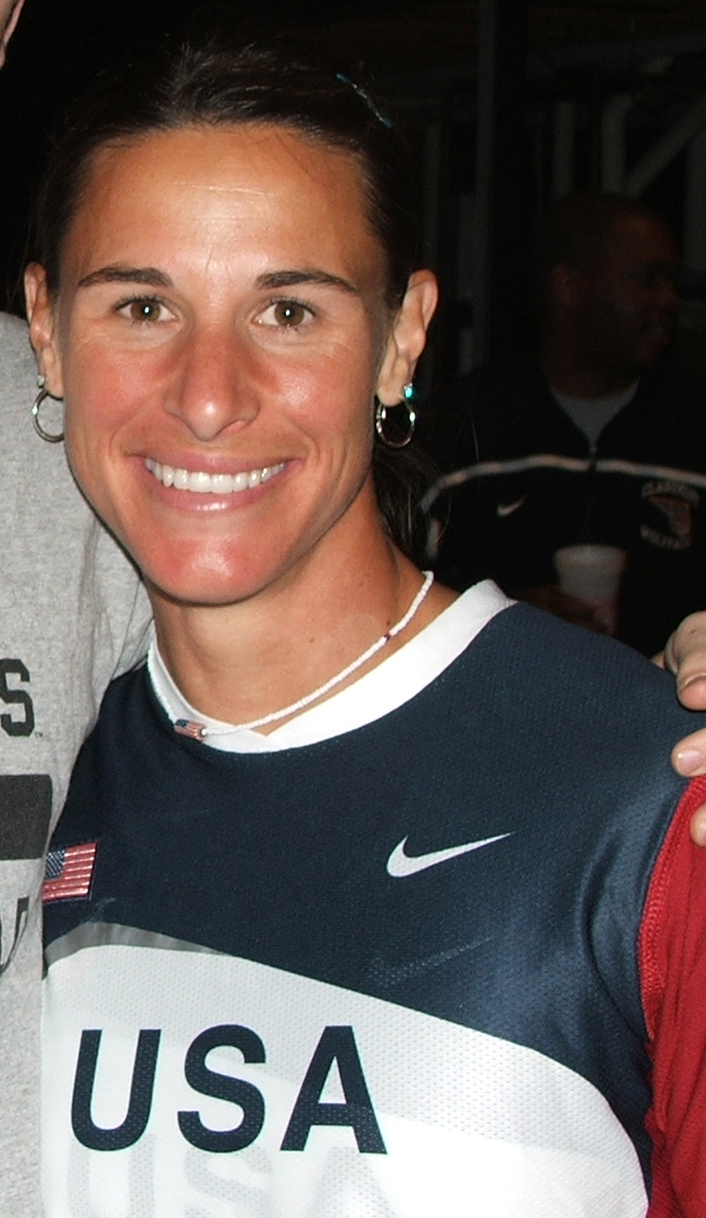
Stacy Dragila
geboren in 1971

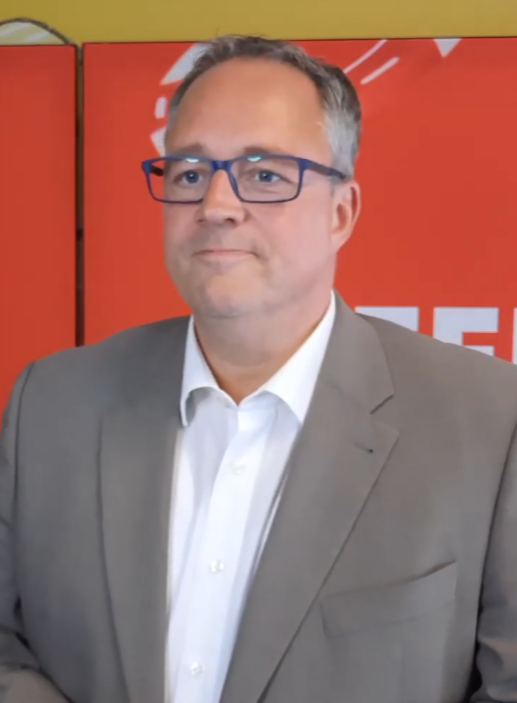
Jacques Nieuwlaat
geboren in 1972

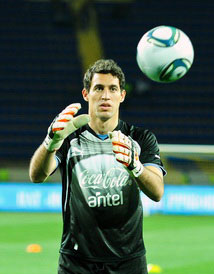
Martín Silva
geboren in 1983

- 850 - Seiwa, keizer van Japan (overleden 880)
- 1252 - Konradijn van Hohenstaufen, koning van Sicilië en Jeruzalem (overleden 1268)
- 1345 - Blanche van Lancaster, moeder van de eerste koning uit het huis van Lancaster, Hendrik IV van Engeland (overleden 1369)
- 1347 - Catharina van Siena, Italiaans mystica (overleden 1380)
- 1479 - Vasili III van Moskou, Russisch grootvorst (overleden 1533)
- 1625 - Anne Fanshawe, Engels schrijfster (overleden 1680)
- 1699 - Johann Adolf Hasse, Duits componist (overleden 1783)
- 1723 - Kaat Mossel, Nederlands Oranjegezinde mosselvrouw (overleden 1798)
- 1748 - Benedictus Jozef Labre, Italiaans heilige (overleden 1783)
- 1767 - Joachim Murat, echtgenoot van Carolina Bonaparte (overleden 1815)
- 1782 - Carolina Bonaparte, zuster van Napoleon, echtgenote van Joachim Murat (overleden 1839)
- 1784 - François-Joseph Fétis, Belgisch componist, muziekpedagoog, musicoloog, violist, klavecinist en muziekcriticus (overleden 1871)
- 1792 - Antonio Rosmini-Serbati, Italiaans priester, filosoof en ordestichter (overleden 1855)
- 1849 - Henri Van Dyck, Belgisch kunstschilder (overleden 1934)
- 1862 - May Morris, Engels handwerkster en ontwerpster (overleden 1938)
- 1864 - Alexej von Jawlensky, Russisch schilder (overleden 1941)
- 1867 - Gutzon Borglum, Amerikaans beeldhouwer (overleden 1941)
- 1867 - Arturo Toscanini, Italiaans dirigent (overleden 1957)
- 1876 - Irving Baxter, Amerikaans atleet (overleden 1957)
- 1881 - Béla Bartók, Hongaars componist (overleden 1945)
- 1886 - Athenagoras I, Orthodox Patriarch van Constantinopel (overleden 1972)
- 1889 - Celly de Rheydt, Duitse naaktdanseres (overleden 1969)
- 1890 - Knut Stenborg, Zweeds atleet (overleden 1946)
- 1891 - Filip De Pillecyn, Belgisch schrijver (overleden 1962)
- 1897 - Willie Nolan, Iers golfer (overleden 1939)
- 1899 - Burt Munro, Nieuw-Zeelands motorcoureur (overleden 1978)
- 1904 - Louis Goffin, Belgisch diplomaat (overleden 1975)
- 1905 - Albrecht Ritter Mertz von Quirnheim, Duits officier en verzetsstrijder (overleden 1944)
- 1907 - Maartje Draak Nederlands hoogleraar in de Keltische taal- en letterkunde en kenner van de middeleeuwse letterkunde (overleden 1995)
- 1908 - David Lean, Brits filmregisseur (overleden 1991)
- 1910 - Magda Olivero, Italiaans sopraan (overleden 2014)
- 1911 - Jack Ruby, Amerikaans moordenaar van Lee Harvey Oswald (overleden 1967)
- 1912 - Jean Vilar, Frans filmacteur en regisseur (overleden 1971)
- 1914 - Norman Borlaug, Amerikaans agronoom en Nobelprijswinnaar (overleden 2009)
- 1914 - Daan Kagchelland, Nederlands zeilkampioen (overleden 1998)
- 1919 - Nelly Byl, Belgisch tekstdichtster (overleden 2011)
- 1921 - Frits Mitrasing, Surinaams jurist, hoogleraar en politicus (overleden 1998)
- 1921 - Simone Signoret, Frans actrice (overleden 1985)
- 1922 - Carlo Dusio, Italiaans autocoureur (overleden 2006)
- 1922 - Jaap ter Haar, Nederlands historicus en (kinderboeken)schrijver (overleden 1998)
- 1923 - Wim van Est, Nederlands wielrenner (overleden 2003)
- 1925 - Paul Biegel, Nederlands (jeugdboeken)schrijver (overleden 2006)
- 1925 - Don Freeland, Amerikaans autocoureur (overleden 2007)
- 1926 - László Papp, Hongaars bokser (overleden 2003)
- 1926 - Shirley Jean Rickert, Amerikaans actrice (overleden 2009)
- 1927 - Leslie Claudius, Indiaas hockeyer (overleden 2012)
- 1928 - Roald Aas, Noors schaatser (overleden 2012)
- 1928 - Nunzio Gallo, Italiaans zanger (overleden 2008)
- 1928 - Jim Lovell, Amerikaans astronaut (o.a. Apollo 13) (overleden 2025)
- 1929 - Jean Schramme, Belgisch huurlingenleider (overleden 1988)
- 1930 - John A. Keel, Amerikaans journalist en auteur (overleden 2009)
- 1931 - Ben Hulsman, Nederlands acteur (overleden 2018)
- 1931 - Paul Motian, Amerikaans jazzdrummer (overleden 2011)
- 1932 - Peter Butler, Brits golfer (overleden 2022)
- 1932 - Pierre de Lagarde, Frans journalist en televisiemaker (overleden 2022)
- 1933 - Josy Simon, Luxemburgs atleet en parlementslid
- 1934 - Johnny Burnette, Amerikaans muzikant (overleden 1964)
- 1935 - Izabella Cywińska, Pools regisseur en politica (overleden 2023)
- 1935 - Johnny Pacheco, Dominicaans salsamuzikant (overleden 2021)
- 1935 - Peter van Straaten, Nederlands tekenaar en schrijver (overleden 2016)
- 1936 - Lawrence Gordon, Amerikaans filmproducent
- 1937 - Sylvia Anderson, Brits stemactrice en producer (overleden 2016)
- 1938 - Fritz d'Orey, Braziliaans autocoureur (overleden 2020)
- 1940 - Anita Bryant, Amerikaans zangeres en antihomoactiviste (overleden 2024)
- 1940 - Mina, Italiaans zangeres
- 1941 - Erhard Busek, Oostenrijks politicus (overleden 2022)
- 1942 - Arthur Amiotte, Amerikaans beeldend kunstenaar
- 1942 - Aretha Franklin, Amerikaans zangeres (overleden 2018)
- 1942 - Jan Joris Lamers, Nederlands toneelspeler en regisseur
- 1942 - Richard O'Brien, Brits acteur, auteur en presentator
- 1942 - Max van Rooy, Nederlands architectuurcriticus en schrijver (overleden 2022)
- 1943 - Paul Michael Glaser, Amerikaans acteur
- 1943 - Marijn de Koning, Nederlands (tv-)journaliste en politica (overleden 2021)
- 1943 - Frans Vermeyen, Belgisch voetballer (overleden 2014)
- 1944 - Hans-Jürgen Walter, Duits psycholoog
- 1946 - Mitch Fenner, Welsh turncoach (overleden 2016)
- 1946 - Robin Hahnel, Amerikaans econoom
- 1947 - Duncan Browne, Engels singer-songwriter (overleden 1993)
- 1947 - Pol Hoste, Belgisch schrijver
- 1947 - Elton John, Brits zanger en componist
- 1948 - Bonnie Bedelia, Amerikaans actrice
- 1948 - Theo van den Boogaard, Nederlands striptekenaar
- 1951 - Leonid Skotnikov, Russisch rechter en diplomaat
- 1951 - Maizie Williams, Brits zangeres (Boney M.)
- 1953 - Hans Kazàn, Nederlands illusionist
- 1954 - Bendt Bendtsen, Deens politicus
- 1954 - Ecaterina Oancia, Roemeens roeister (overleden 2024)
- 1954 - Jelmer Steenhuis, Nederlands jurist en puzzel- en spelontwerper
- 1954 - Nathan Watts, Amerikaans bassist
- 1955 - Patty Brard, Nederlands televisiepresentatrice en zangeres
- 1955 - Patrick Newley, Iers schrijver, journalist en theateragent (overleden 2009)
- 1956 - Matthew Garber, Brits acteur (overleden 1977)
- 1956 - Laurent Vicomte, Frans stripauteur (overleden 2020)
- 1958 - Tim Scott McConnell, Amerikaans-Noors singer-songwriter en gitarist
- 1960 - Peter Seisenbacher, Oostenrijks judoka
- 1960 - Eric Young, Welsh voetballer
- 1962 - Marcia Cross, Amerikaans actrice
- 1962 - Christian Van Thillo, Belgisch ondernemer
- 1963 - Luk Alloo, Belgisch presentator en programmamaker
- 1963 - Jaime Vera, Chileens voetballer en voetbalcoach
- 1964 - René Meulensteen, Nederlands voetbaltrainer
- 1964 - Aleksej Prokoerorov, Russisch langlaufer (olympisch kampioen) en langlauftrainer (overleden 2008)
- 1965 - Stefka Kostadinova, Bulgaars atlete
- 1965 - Sarah Jessica Parker, Amerikaans actrice
- 1965 - Menno Reemeijer, Nederlands radiopresentator
- 1966 - Jeff Healey, Canadees blues- en jazzgitarist (overleden 2008)
- 1966 - Tatjana Patitz, Duits model (overleden 2023)
- 1967 - Frits van Eerd, Nederlands ondernemer en autocoureur
- 1967 - Gilson Simões de Souza, Braziliaans-Ecuadoriaans voetballer
- 1967 - Eddy Zoëy, Nederlands televisiepresentator
- 1970 - Teri Moïse, Amerikaans zangeres (overleden 2013)
- 1970 - Vladimir Pysjnenko, Russisch zwemmer
- 1971 - Ian Cox, voetballer uit Trinidad en Tobago
- 1971 - Stacy Dragila, Amerikaans atlete
- 1972 - Roberto Acuña, Paraguayaans voetballer
- 1972 - Naftali Bennett, Israëlisch politicus; premier vanaf 2021
- 1972 - Jacques Nieuwlaat, Nederlands caller en verslaggever in de dartssport
- 1972 - Phil O'Donnell, Schots voetballer (overleden 2007)
- 1972 - Chris Walker, Brits motorcoureur
- 1973 - Admir Adžem, Bosnisch voetballer
- 1974 - Radek Příhoda, Tsjechisch voetbalscheidsrechter
- 1975 - Lieke Antonisen, Nederlands actrice
- 1975 - Barbara Straathof, Nederlands zangeres (overleden 2016)
- 1976 - Mohammed Amyn, Marokkaans atleet
- 1976 - Wladimir Klitschko, Oekraïens bokser
- 1977 - Andrew Lindsay, Brits roeier
- 1978 - Mads Kruse Andersen, Deens roeier
- 1979 - Matteo Carrara, Italiaans wielrenner
- 1979 - Raúl Orosco, Boliviaans voetbalscheidsrechter
- 1979 - Sharbel Touma, Zweeds voetballer
- 1980 - Hans Janssens, Belgisch atleet
- 1981 - Julian de Guzman, Canadees voetballer
- 1981 - Wouter Lenaerts, Belgisch componist, dirigent en pianist
- 1982 - Sean Faris, Amerikaans acteur
- 1981 - Jessica Mendels, Nederlands presentatrice en kinderboekenschrijfster
- 1982 - Kayoko Fukushi, Japans atlete
- 1982 - Álvaro Saborío, Costa Ricaans voetballer
- 1983 - Njazi Kuqi, Fins voetballer
- 1983 - Martín Silva, Uruguayaans voetballer
- 1985 - Emmanuel Boakye, Ghanees voetballer
- 1985 - Edmée Daenen, Belgisch zangeres
- 1986 - Raúl Alarcón, Spaans wielrenner
- 1987 - Raffaele De Rosa, Italiaans motorcoureur
- 1987 - Abdalaati Iguider, Marokkaans atleet
- 1987 - Rob Jetten, Nederlands politicus (D66)
- 1987 - Victor Obinna, Nigeriaans voetballer
- 1988 - Big Sean, Amerikaans rapper
- 1988 - Ryan Lewis, Amerikaans muziekproducent, muzikant, videoclipregisseur, fotograaf, ontwerper en dj
- 1988 - Mitchell Watt, Australisch atleet
- 1989 - Granit Maqedonci, Zweeds-Kosovaars voetbalscheidsrechter
- 1989 - Alexandre Marsoin, Frans autocoureur
- 1989 - Scott Sinclair, Brits voetballer
- 1990 - Mehmet Ekici, Duits-Turks voetballer
- 1991 - Norair Aslanyan, Nederlands-Armeens voetballer
- 1991 - Lara Hoffmann, Duits atlete
- 1991 - Wilco Kelderman, Nederlands wielrenner
- 1991 - Samia Yusuf Omar, Somalisch atlete (overleden 2012)
- 1992 - David Jensen, Deens voetballer
- 1992 - Gernot Trauner, Oostenrijks voetballer
- 1994 - Justine Dufour-Lapointe, Canadees freestyleskiester
- 1994 - Nils den Hartog, Nederlands voetballer
- 1994 - Andreas Leitner, Oostenrijks voetballer
- 1994 - Danny Tol, Nederlands voetballer
- 1994 - Gianni Vets, Belgisch voetballer
- 1995 - Jorrit Smeets, Nederlands voetballer
- 1996 - Laurent Dumais, Canadees freestyleskiër
- 1996 - Gerry Vlak, Nederlands voetballer
- 1997 - Mathieu Cafaro, Frans voetballer
- 1997 - Andy Faustin, Frans voetballer
- 1998 - Ermedin Demirović, Bosnisch voetballer
- 1998 - Ryan Simpkins, Amerikaans actrice
- 1999 - Mikey Madison, Amerikaans actrice
- 1999 - Jordy Wehrmann, Nederlands voetballer
- 2000 - Déiber Caicedo, Colombiaans voetballer
- 2000 - Ozan Kabak, Turks voetballer
- 2000 - Xander Lambrix, Belgisch voetballer
- 2000 - Mateo Leš, Kroatisch voetballer
- 2000 - Ivor Pandur, Kroatisch voetballer
- 2000 - Sha'Carri Richardson, Amerikaans atlete
- 2000 - Jadon Sancho, Engels voetballer
- 2001 - Kristijan Belić, Servisch-Belgisch voetballer
- 2002 - Mohamed Berte, Belgisch voetballer
- 2002 - Kristýna Burlová, Tsjechisch wielrenster
- 2003 - Levi Smans, Nederlands voetballer
- 2005 - Juho Talvitie, Fins voetballer

## Overleden

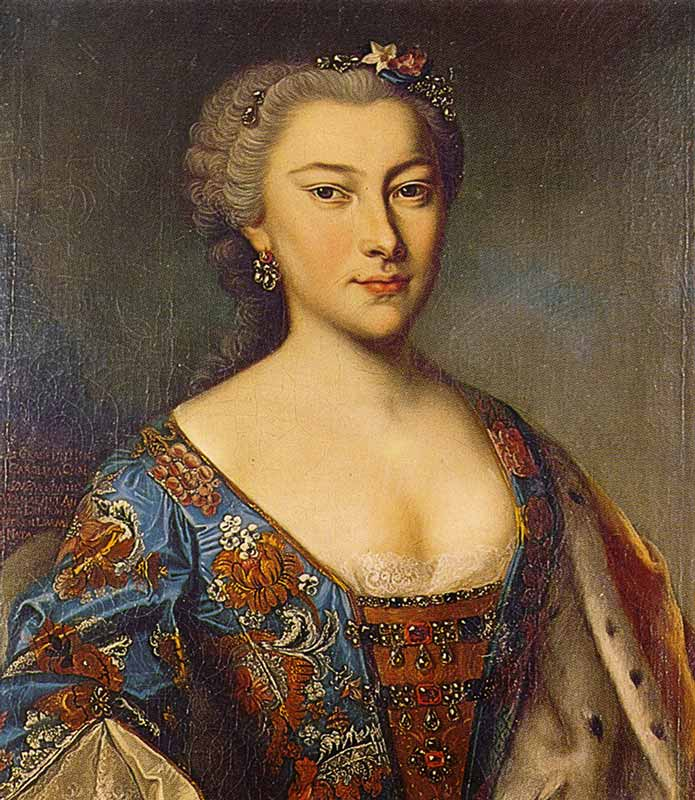
Carolina van Nassau-Saarbrücken
overleden in 1774

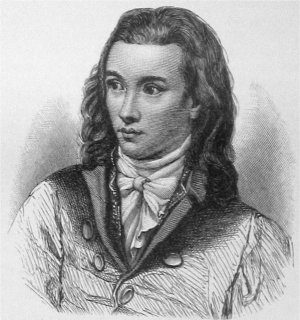
Novalis
overleden in 1801

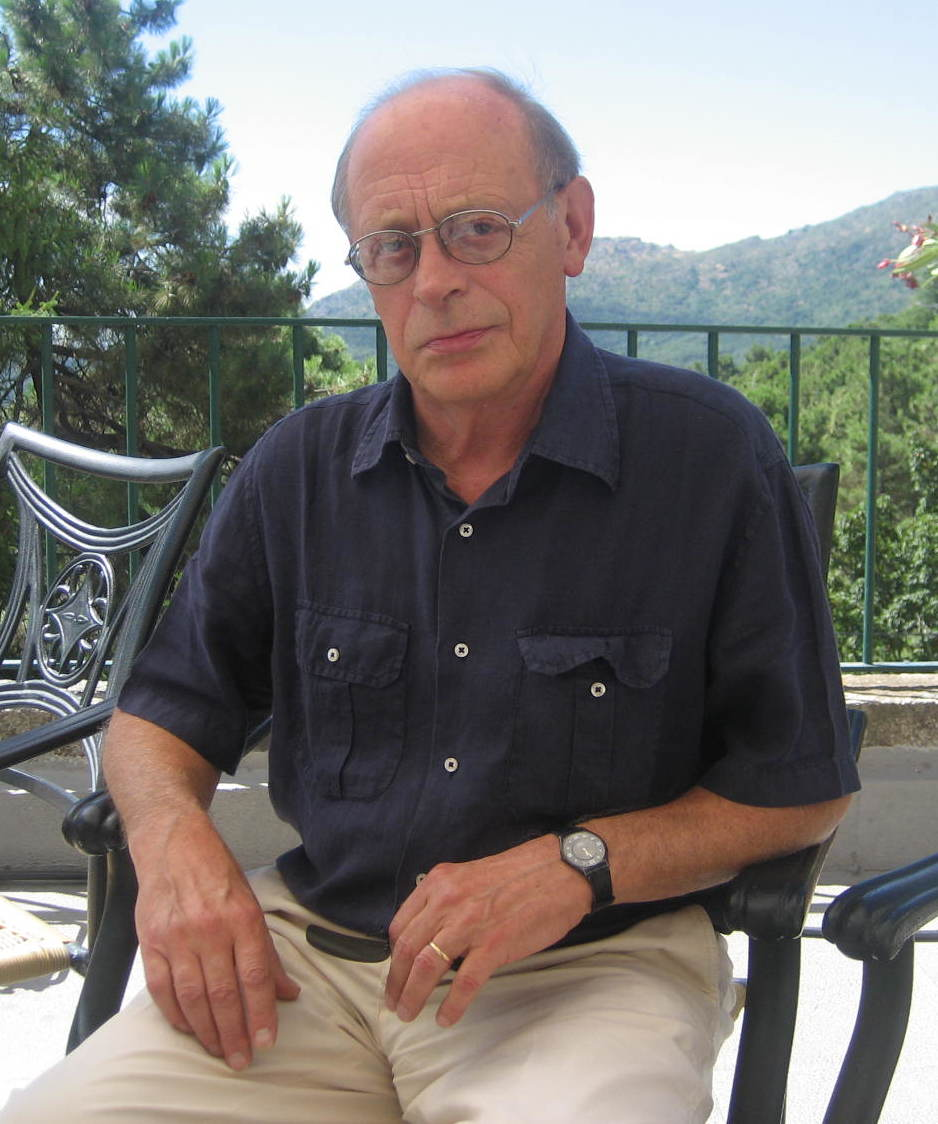
Antonio Tabucchi
overleden in 2012

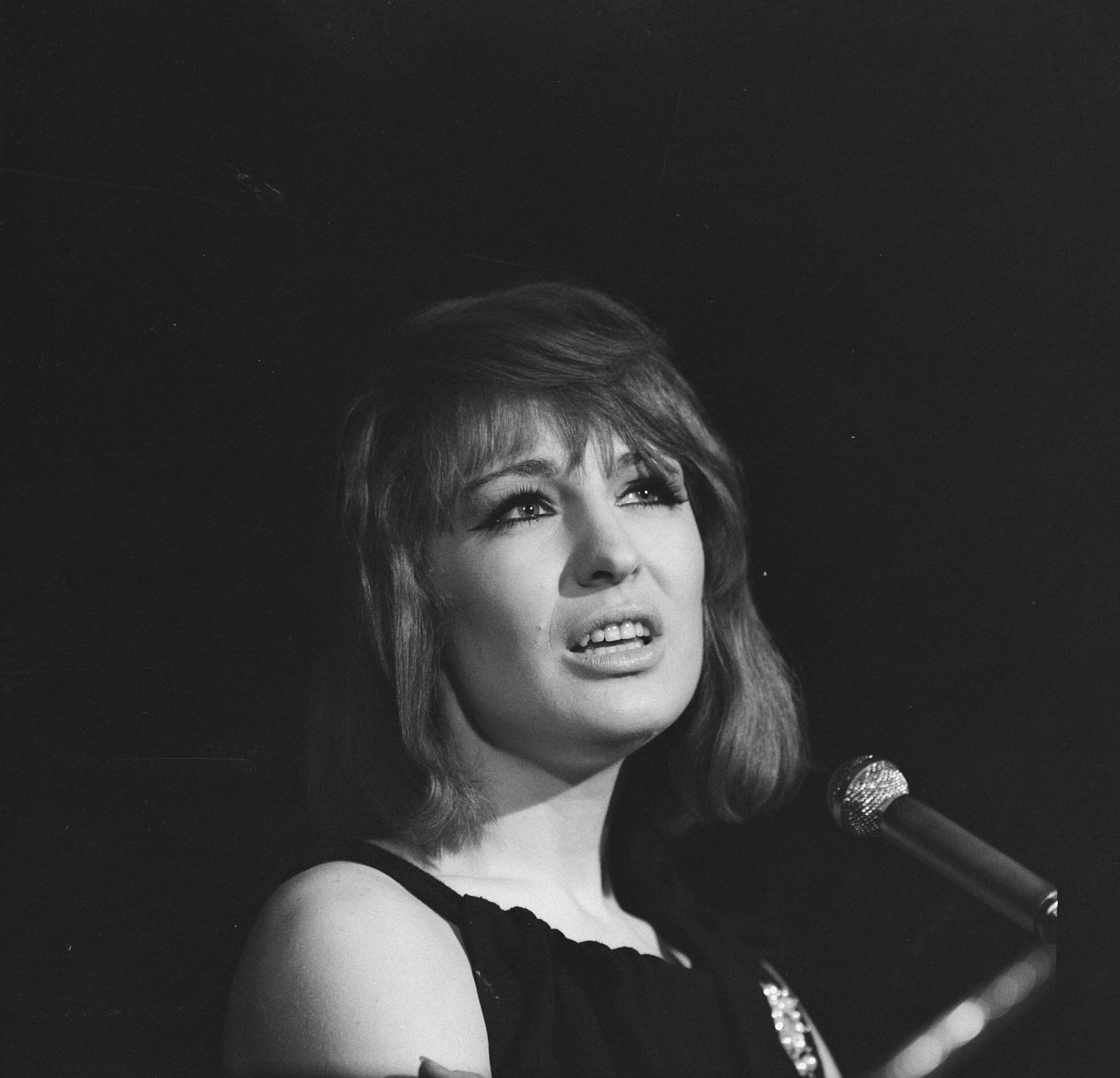
Liesbeth List
overleden in 2020

- 1223 - Alfons II van Portugal (37), koning van Portugal van 1212 tot 1222
- 1606 - Justus Lipsius (58), Belgisch historicus
- 1609 - Johan Willem van Kleef (46), Hertog van Kleef, Gulik, Ravenstein en Berg
- 1696 - Hendrik Casimir II van Nassau-Dietz (39), stadhouder van Friesland en Groningen
- 1774 - Carolina van Nassau-Saarbrücken (69), regentes van Palts-Zweibrücken
- 1801 - Novalis (28), Duits schrijver
- 1905 - Elias Gistelinck (70), Belgisch componist
- 1909 - Ruperto Chapí y Lorente (57), Spaans componist en dirigent
- 1914 - Frédéric Mistral (83), Frans dichter
- 1918 - Claude Debussy (55), Frans componist
- 1919 - Wilhelm Lehmbruck (38), Duits expressionistisch kunstenaar
- 1930 - Hubertus Salomon Hordijk (68), Nederlands hoofdcommissaris van Amsterdam
- 1932 - Ida Wells (69), Amerikaans burgerrechtenactiviste
- 1949 - Hanns Albin Rauter (54), Duits oorlogsmisdadiger
- 1962 - Auguste Piccard (78), Zwitsers wetenschapper
- 1964 - Willy Arend (87), Duits wielrenner
- 1976 - Josef Albers (88), Duits kunstenaar
- 1977 - Alphonse Massamba-Débat (55), president van Congo-Brazzaville
- 1988 - Pjotr Galperin (85), Russisch psycholoog
- 1991 - Marcel Lefebvre (85), Frans aartsbisschop
- 1997 - Oswaldo Silva (Baltazar) (71), Braziliaans voetballer
- 1997 - Pedro Medina (40), Amerikaans gevangene
- 2001 - Mattheus Pronk (53), Nederlands wielrenner
- 2006 - Joop Admiraal (68), Nederlands acteur
- 2006 - Johan Bontekoe (63), Nederlands zwemmer
- 2006 - Buck Owens (76), Amerikaans country-zanger
- 2007 - Andranik Margarian (55), minister-president van Armenië
- 2008 - Ytzen Brusse (88), Nederlands cineast
- 2008 - Tony Church (78), Brits Shakespeare-vertolker en acteur
- 2008 - Clovis Cnoop Koopmans (83), Nederlands rechter en politicus
- 2008 - Abby Mann (80), Amerikaans scenarioschrijver (o.a. Kojak)
- 2009 - Yukio Endo (72), Japans gymnast
- 2009 - Fons Fraeters (73), Belgisch taalkundige
- 2009 - Willy Schobben (93), Nederlands trompettist
- 2009 - Muhsin Yazıcıoğlu (54), Turks politicus
- 2011 - Maria Isakova (92), Russisch langebaanschaatser
- 2011 - Floor van der Wal (26), Nederlands cabaretière
- 2012 - Antonio Tabucchi (68), Italiaans schrijver
- 2013 - Eddy Doorenbos (91), Nederlands zanger
- 2013 - Herman Emmink (86), Nederlands zanger en presentator
- 2014 - Lode Wouters (84), Belgisch wielrenner
- 2015 - Joris Van Hauthem (51), Belgisch politicus
- 2016 - David Snellgrove (95), Brits tibetoloog en boeddholoog
- 2017 - Willy Courteaux (93), Belgisch journalist en vertaler
- 2018 - Marc Santens (91), Belgisch ondernemer
- 2020 - Harry Aarts (90), Nederlands politicus
- 2020 - Kees Bakker (76), Nederlands politiefunctionaris en sportbestuurder
- 2020 - Mark Blum (69), Amerikaans acteur
- 2020 - Peter Kemper (77), Nederlands voetballer
- 2020 - Henk Kronenberg (85), Nederlands bisschop
- 2020 - Liesbeth List (78), Nederlands zangeres
- 2021 - Beverly Cleary (104), Amerikaans schrijfster
- 2021 - Craig muMs Grant (52), Amerikaans dichter en acteur
- 2021 - Uta Ranke-Heinemann (93), Duits theologe en publiciste
- 2021 - Bertrand Tavernier (79), Frans filmregisseur
- 2022 - Taylor Hawkins (50), Amerikaans drummer
- 2022 - Gerda Rubinstein (90), Nederlands beeldhouwster
- 2022 - Nini Van der Auwera (93), Belgisch actrice
- 2023 - Hennie Dompeling (56), Nederlands kleiduivenschutter
- 2023 - Pavel Krotov (30), Russisch freestyleskiër
- 2023 - Peter Marti (70), Zwitsers voetballer
- 2023 - Hans Richter (63), Duits voetballer
- 2024 - Humphrey Campbell (66), Surinaams-Nederlands zanger
- 2024 - Andries Hoogerwerf (93), Nederlands politicoloog
- 2024 - Fritz Wepper (82), Duits acteur
- 2025 -  Juan Aguilera (63), Spaans tennisser
- 2025 - Andrew Cohen (69), Amerikaans spiritueel leraar
- 2025 - Floor-Renée Masselink (50), Nederlands actrice
- 2025 - Alexander Ollongren (96), Nederlands theoretisch sterrenkundige en informaticus
- 2025 - Cyrill Ramkisor (91), Surinaams minister en ambassadeur
- 2025 - Gerrit van de Weerthof (86), Nederlands voetballer

## Viering/herdenking

Griekse Onafhankelijkheid

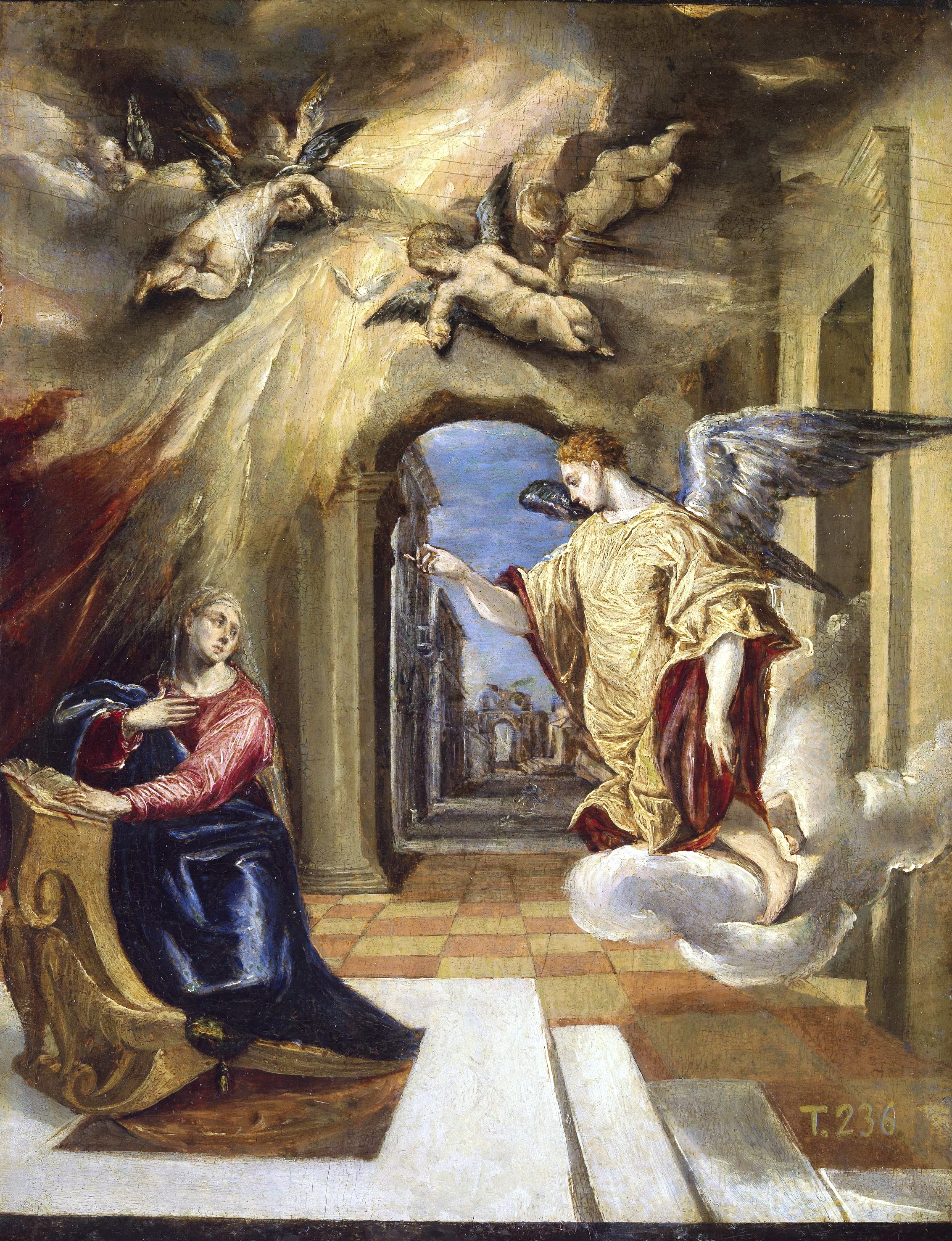
Aankondiging van de Heer

- Griekenland: Onafhankelijkheidsdag
- Pasen in 1663, 1674, 1731, 1742, 1883, 1894, 1951, 2035, 2046.
- Vroegst mogelijke ingangsdatum van de zomertijd
- Rooms-katholieke kalender:
  - Maria Boodschap (Aankondiging van de Heer) - Hoogfeest
  - Heilige Humbert (van Maroilles) († c. 680)
  - Heilige Pelagius (van Laodicea)
  - Heilige Isaak (aartsvader)
  - Heilige Dysmas, de "goede moordenaar" († 30)
  - Heilige Margaret Clitherow (1586)
  - Heilige Quirinus van Rome († 269)
  - Zalige Everhard van Nellenburg († 1078 - 1080)
- Russisch-Orthodoxe kalender:
  - Heilige Tichon van Moskou (1925)

## Weerextremen

### Nederland
| | Officiële records | Officiële records | Officiële records |      | Landelijke records | Landelijke records | Landelijke records                  |
| Gebeurtenis | Jaar              | Extreem           | Locatie           | Jaar | Extreem            | Locatie            |                                     |
| --- | ----------------- | ----------------- | ----------------- | ---- | ------------------ | ------------------ | ----------------------------------- |
| Laagste etmaalgemiddelde temperatuur (°C) | 1906              | −0,4              | De Bilt           |      | 1919               | −1,5               | Eelde                               |
| Hoogste etmaalgemiddelde temperatuur (°C) | 2010              | 14,6              | De Bilt           |      | 2010               | 15,9               | Twenthe                             |
| Laagste minimumtemperatuur (°C) | 1919              | −5,5              | De Bilt           |      | 1919 2020          | −6,2               | Eelde Woensdrecht                   |
| Hoogste minimumtemperatuur (°C) | 1981              | 11,3              | De Bilt           |      | 1981               | 12,8               | Eindhoven                           |
| Laagste maximumtemperatuur (°C) | 1906              | 1,6               | De Bilt           |      | 1969               | 1,3                | De Kooy                             |
| Hoogste maximumtemperatuur (°C) | 1903              | 21,0              | De Bilt           |      | 1945               | 21,8               | Eelde                               |
| Hoogste uurgemiddelde windsnelheid (m/s) | 1909, 1927        | 13,4              | De Bilt           |      | 1986               | 24,2               | Huibertgat                          |
| Hoogste windstoot (m/s) | 1978              | 20,1              | De Bilt           |      | 1983               | 32,9               | Vlissingen                          |
| Langste zonneschijnduur (uur) | 2020              | 11,5              | De Bilt           |      | 2020 2022          | 11,7               | De Kooy, Wilhelminadorp Voorschoten |
| Langste neerslagduur (uur) | 1994              | 13,2              | De Bilt           |      | 2015               | 14,8               | Gilze-Rijen                         |
| Hoogste etmaalsom van de neerslag (mm) | 1994              | 20,4              | De Bilt           |      | 1994               | 28,1               | Lelystad                            |
| Laagste etmaalgemiddelde relatieve vochtigheid (%) | 2013              | 42                | De Bilt           |      | 2020               | 34                 | Eindhoven                           |
| Laagste uurwaarde luchtdruk op zeeniveau (hPa) | 1927              | 980,3             | De Bilt           |      | 1986               | 974,1              | Eelde                               |
| Hoogste uurwaarde luchtdruk op zeeniveau (hPa) | 1982              | 1038,2            | De Bilt           |      | 1982               | 1038,2             | De Bilt                             |
| Officiële records worden altijd gemeten op het KNMI-weerstation in De Bilt. Landelijke records kunnen worden gemeten op elk officieel KNMI-weerstation in Nederland. |                   |                   |                   |      |                    |                    |                                     |

Uitzonderlijke gebeurtenissen
- 1953 - Eerste officiële warme dag van het jaar (maximumtemperatuur ≥ 20 °C in De Bilt)
- 1953 - Eerste landelijke warme dag van het jaar gemeten in De Bilt en Eindhoven (maximumtemperatuur ≥ 20 °C op een officieel weerstation)
- 1955 - Eerste landelijke warme dag van het jaar gemeten in Maastricht (maximumtemperatuur ≥ 20 °C op een officieel weerstation)
- 1974 - Eerste officiële zachte dag van het jaar (maximumtemperatuur ≥ 15 °C in De Bilt)
- 1974 - Eerste landelijke zachte dag van het jaar gemeten in De Bilt, Deelen, Eindhoven, Gilze-Rijen, Hoek van Holland, Maastricht, Rotterdam, Schiphol, Soesterberg, Valkenburg ZH, Vlissingen en Volkel (maximumtemperatuur ≥ 15 °C op een officieel weerstation)
- 1979 - Eerste landelijke zachte dag van het jaar gemeten in Rotterdam, Valkenburg ZH en IJmuiden (maximumtemperatuur ≥ 15 °C op een officieel weerstation)
- 1980 - Eerste landelijke zachte dag van het jaar gemeten in Eindhoven, Gilze-Rijen en Volkel (maximumtemperatuur ≥ 15 °C op een officieel weerstation)
- 1981 - Landelijk maandrecord hoogste minimumtemperatuur in °C van maart gemeten in Eindhoven: 12,8
- 1981 - Eerste landelijke warme dag van het jaar gemeten in Maastricht (maximumtemperatuur ≥ 20 °C op een officieel weerstation)
- 1987 - Eerste landelijke zachte dag van het jaar gemeten in Maastricht (maximumtemperatuur ≥ 15 °C op een officieel weerstation)
- 2006 - Eerste landelijke zachte dag van het jaar gemeten in Arcen, Eindhoven, Ell, Gilze-Rijen, Maastricht, Twenthe, Volkel, Wilhelminadorp en Woensdrecht (maximumtemperatuur ≥ 15 °C op een officieel weerstation)
- 2020 - Officieel laagste minimumtemperatuur in °C van het jaar gemeten in De Bilt: −4,3
- 2024 - Landelijk laagste minimumtemperatuur in °C van maart dit jaar gemeten in Woensdrecht: −2,0 (voorlopig)
- 2024 - Officieel langste zonneschijnduur in uren van maart dit jaar gemeten in De Bilt: 10,5 (voorlopig)
- 2024 - Landelijk langste zonneschijnduur in uren van maart dit jaar gemeten in Hoek van Holland: 11,3 (voorlopig)

### België
Dagrecords
- 1853 - Laagste etmaalgemiddelde temperatuur −1,5 °C
- 1981 - Hoogste etmaalgemiddelde temperatuur 15,2 °C
- 1853 - Laagste minimumtemperatuur −4,3 °C
- 1903 - Hoogste maximumtemperatuur 21 °C
- 1941 - Hoogste etmaalsom van de neerslag 22,8 mm

<< · 1 · 2 · 3 · 4 · 5 · 6 · 7 · 8 · 9 · 10 · 11 · 12 · 13 · 14 · 15 · 16 · 17 · 18 · 19 · 20 · 21 · 22 · 23 · 24 · 25 · 26 · 27 · 28 · 29 · 30 · 31 · >>